# Vrije Basisschool Mater Dei (Erps-Kwerps)
De Vrije Basisschool Mater Dei is een katholieke school voor basisonderwijs in het Belgisch dorp Erps-Kwerps.

## Geschiedenis

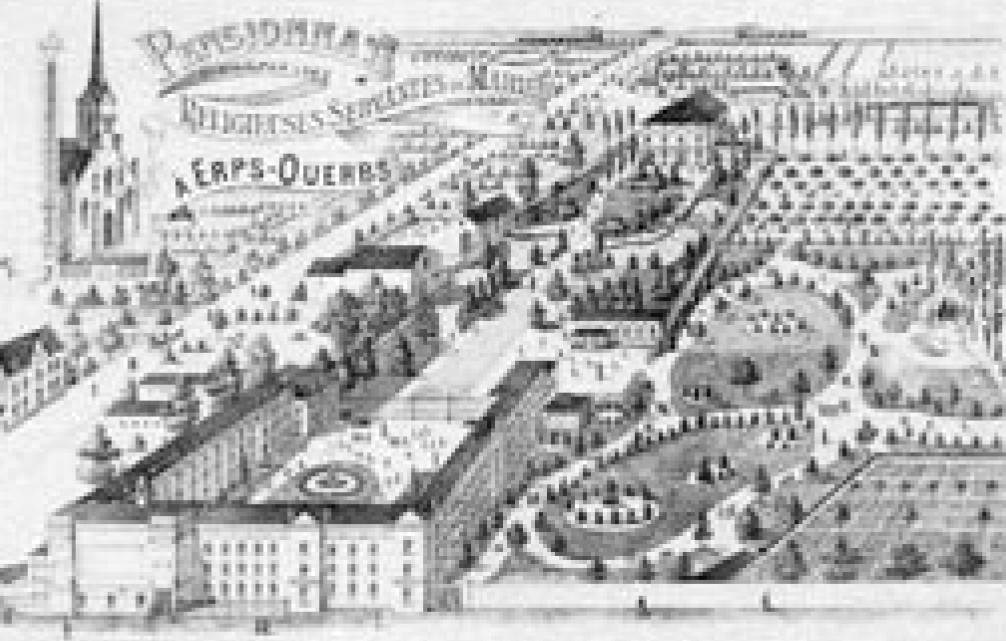
Het pensionaat, het klooster en de school zoals te vinden op een oude postkaart van circa 1900

De meisjesschool werd in 1816 opgericht door toenmalig pastoor Ferdinand De Cooman van de Sint-Amandusparochie van Erps. Met twee niet gediplomeerde leerkrachten werden naai- en spinlessen gegeven. Onder het Nederlandse bestuur mocht immers geen leerschool ingericht worden. Om het analfabetisme van Vlaanderen tegen te gaan accepteerde de Nederlandse regering tien jaar later toch taalonderricht in het Nederlands en het Frans mits de school op termijn gediplomeerde onderwijzeressen kon aanwerven, met onderwijzersakte.
In 1830 werd een pensionaat, een soort internaat, voor de Franstalige leerlingen ingericht.
Een deel van de (vrouwelijke) leerkrachten vormden in 1834 een religieuze gemeenschap, de Zusters Dienstmaagden van Maria, de professie werd door de aartsbisschop van Mechelen Engelbertus Sterckx voltrokken. Een klooster werd opgericht aan het dorpsplein van Erps.
In 1837 zijn er 122 leerlingen, waarvan het schoolgeld voor de meerderheid werd betaald door het armbestuur van Erps-Kwerps. Er werd catechese, lezen, schrijven en rekenen onderwezen. Een kleiner aantal rijkere leerlingen die lessen in het Frans volgen, verblijven in het pensionaat gescheiden van de leerlingen van de omliggende dorpen.
In 1834 en 1856 werd de school bezocht door de Vlaamse Jezuïet-missionaris Pieter-Jan De Smet S.J. die na zijn laatste bezoek toezegde bij de doop van de Plathoofd indianen de namen van de meisjes van Erps-Kwerps als doopnamen te gebruiken.
Eind 19de eeuw verhuisde de lagere school naar de Engerstraat op kloostergrond, van het klooster gescheiden door de Wiesbeek. Ook werd een kleuterschool ingericht. In 1906 telde de school 4 klassen, drie klassen voor meisjes en een voor jongens. De kloostercongregatie sloot in 1959 het pensionaat een opende het rusthuis Onze-Lieve-Vrouw van Lourdes, op dezelfde gronden als de basisschool en het klooster. In 1964 ging de congregatie Dienstmaagden van Maria op in de Zwartzusters-Augustinessen van Halle. Acht jaar later, in 1972, werd de school door de zusters overgegeven aan een parochiale vzw. De school kwam toen onder lekenbestuur.
De basisschool bestond een eeuw lang uit een lagere meisjesschool en een gemengde kleuterschool. Niet eerder dan in 1997 werden ook jongens toegelaten tot de lagere school en is het basisonderwijs gemengd. De school groeide daarop van circa 200 naar meer dan 300 leerlingen.

## Heden

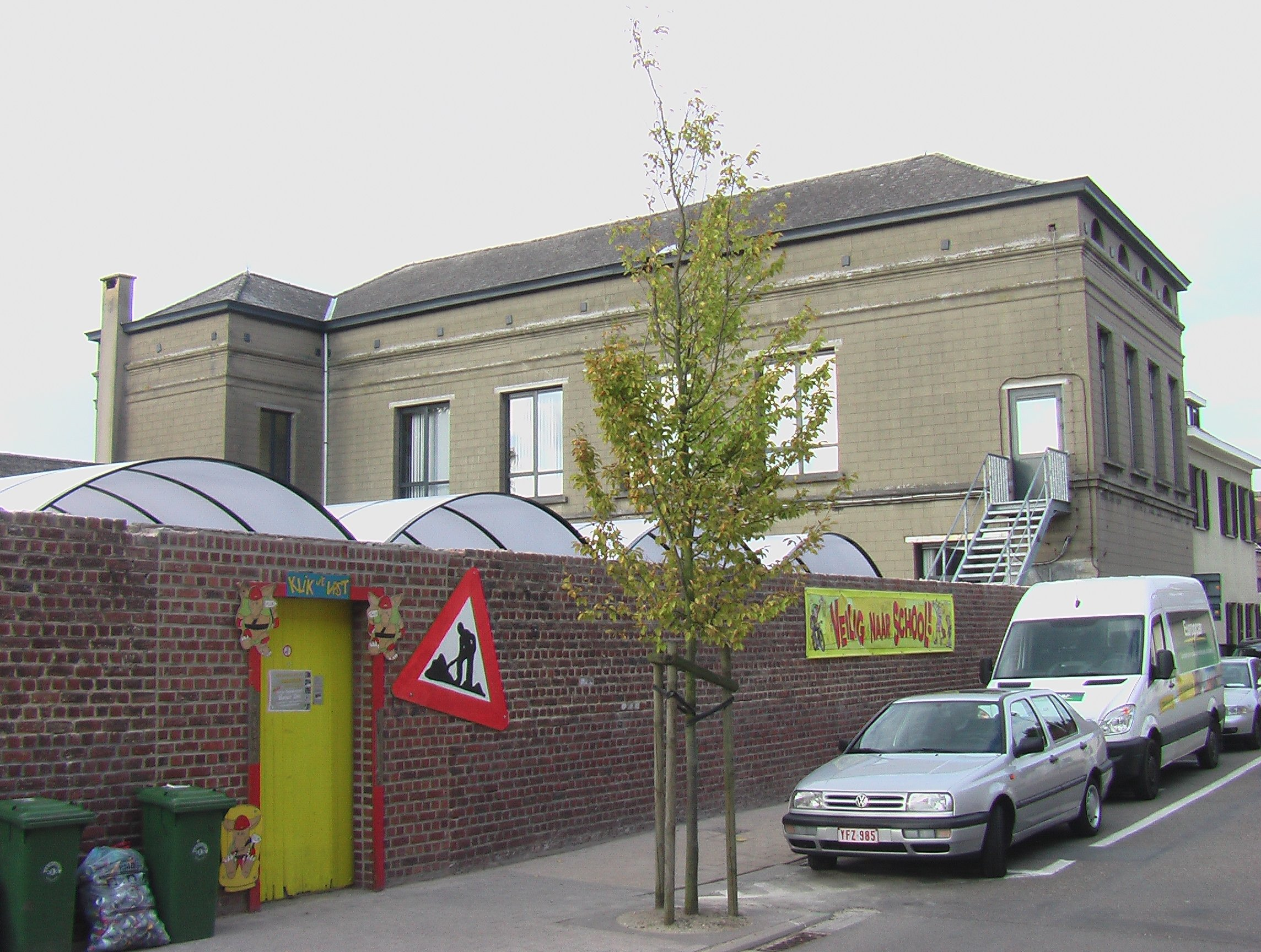
Oude schoolgebouw, gebouwd einde negentiende eeuw

Mater Dei is de enige vrije basisschool in de gemeente Kortenberg en heeft ruim 300 leerlingen. De school heeft leerlingen uit de kern Erps-Kwerps, maar ook uit de rest van Kortenberg en de naburige gemeenten. De school nam in de zomer van 2008 een nieuw schoolgebouw in gebruik met o.a. 14 nieuwe klassen met digitale schoolborden.
Heel wat projecten en activiteiten van de school halen de pers, waardoor leerkrachten en leerlingen van de school al veelvuldig in dagbladen aan bod kwamen, naast meerdere interviews in het jeugdjournaal Karrewiet van de VRT-zender Ketnet, of verslagen in het streeknieuws van de Vlaams-Brabantse televisiezender ROB.
Samen met zes andere Vlaams-Brabantse katholieke scholen (uit Zaventem en Steenokkerzeel) behoort ze tot de Scholengemeenschap Zevenster die 2000 leerlingen telt.